# Old Hemp

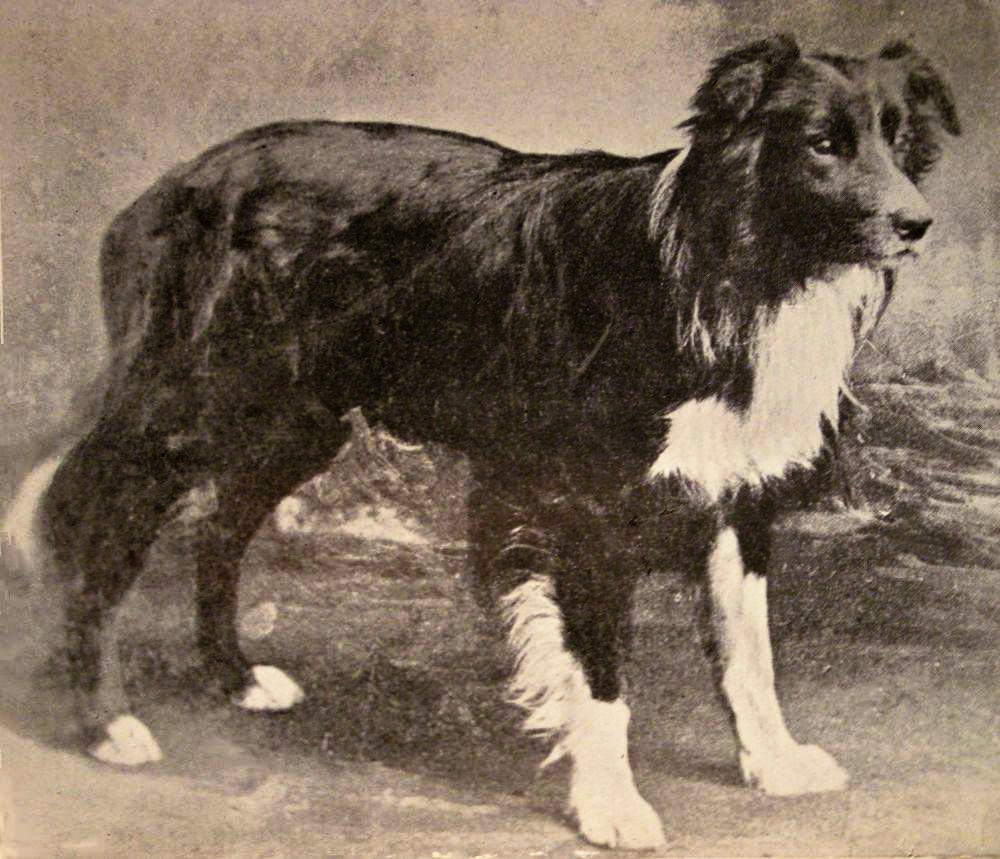
Old Hemp, zeitgenössische Aufnahme

Old Hemp oder einfach Hemp (deutsch „Hanf“) war ein englischer Border Collie. Er lebte vom September 1893 bis Mai 1901, war aufgrund seiner herausragenden Hütefähigkeiten als Zuchtrüde beliebt und gilt heute als Stammvater seiner Rasse. Er befand sich im Besitz des Züchters Adam Telfer, wo er als Arbeitshund Schafe hütete und dabei einen ungewöhnlich ruhigen Arbeitsstil zeigte, der von anderen Züchtern aufgegriffen wurde und heute bei Border Collies als üblich gilt. Auch Old Hemps Nachkommen erwiesen sich als ausgezeichnete Hütehunde. 

## Leben
Old Hemp wurde im September 1893 in Northumberland geboren. 
Seine Mutter war eine verschlossene, „strong-eyed“ Hündin namens Meg, sein Vater Roy war ein schwarz-weiß-brauner Hütehund, „loose-eyed“ und von freundlichem Charakter. 
Old Hemps Fell war im Gegensatz zu dem der meisten heutigen Border Collies dreifarbig, wobei Weiß nur an Stirn, Schnauze, Brust, Pfoten und Schwanzspitze vorhanden war (dem sogenannten trim).
Im Alter von sechs Wochen kam Old Hemp zum ersten Mal mit Schafen in Kontakt und zeigte schon bald ausgezeichnete Hütequalitäten. Beim Treiben von Schafen verhielt er sich der Herde gegenüber ruhiger und freundlicher als andere damalige Hütehunde. Für dieses ruhige, souveräne Arbeiten etablierte sich die Bezeichnung Border-Collie-Stil. In manchen Situationen war er so auf seine Arbeit konzentriert, dass er am ganzen Körper zitterte.
Hemps Fähigkeiten verblüfften seinen Besitzer immer wieder. Telfer äußerte sich einmal über Hemp folgendermaßen: 

“he flashed like a meteor across the sheepdog horizon. There never was such an outstanding personality.”

„er schoss wie ein Meteor über den Hütehunde-Horizont. So eine Ausnahmepersönlichkeit hat es noch nie gegeben.“

Damit stand für Telfer fest, dass er Hemp seiner Qualitäten wegen zur Zucht einsetzen wollte.
Auch der Buchautor Eric Halsall war von Hemp beeindruckt: 

“none who saw him [work] ever forgot him...Almost faultless in [his] work...he was born with such knowledge of his craft that he never required training and went to his work naturally.”

„Keiner, der ihn jemals hat arbeiten sehen, konnte das wieder vergessen … Bei der Arbeit machte er praktisch keine Fehler … er war schon mit solcher Kenntnis seines Handwerks auf die Welt gekommen, dass er überhaupt keine Ausbildung nötig hatte, er ging von Natur aus daran.“

## Nachkommen
Hemp gilt als Stammvater der Rasse Border Collie. Die International Sheep Dog Society (Internationale Gesellschaft für Hütehunde) begann 1915 ein Zuchtbuch, in dem Old Hemp der neunte Eintrag von etwa 300.000 ist. Der erste ist er nur deshalb nicht, weil vor ihm schon andere, eigentlich spätere Hunde eingetragen worden waren.
Old Hemps Hütefähigkeiten erregten auch das Interesse anderer Hundeführer. Als Zuchtrüde war er so gefragt, dass die Anzahl seiner unmittelbaren Nachkommen auf mehr als 200 geschätzt wird. Seine Merkmale, sein mittelgroßer Körperbau und sein raues Fell haben sich in zahlreichen seiner Nachkommen erhalten und sind für die Rasse charakteristisch geworden.

## Denkmal

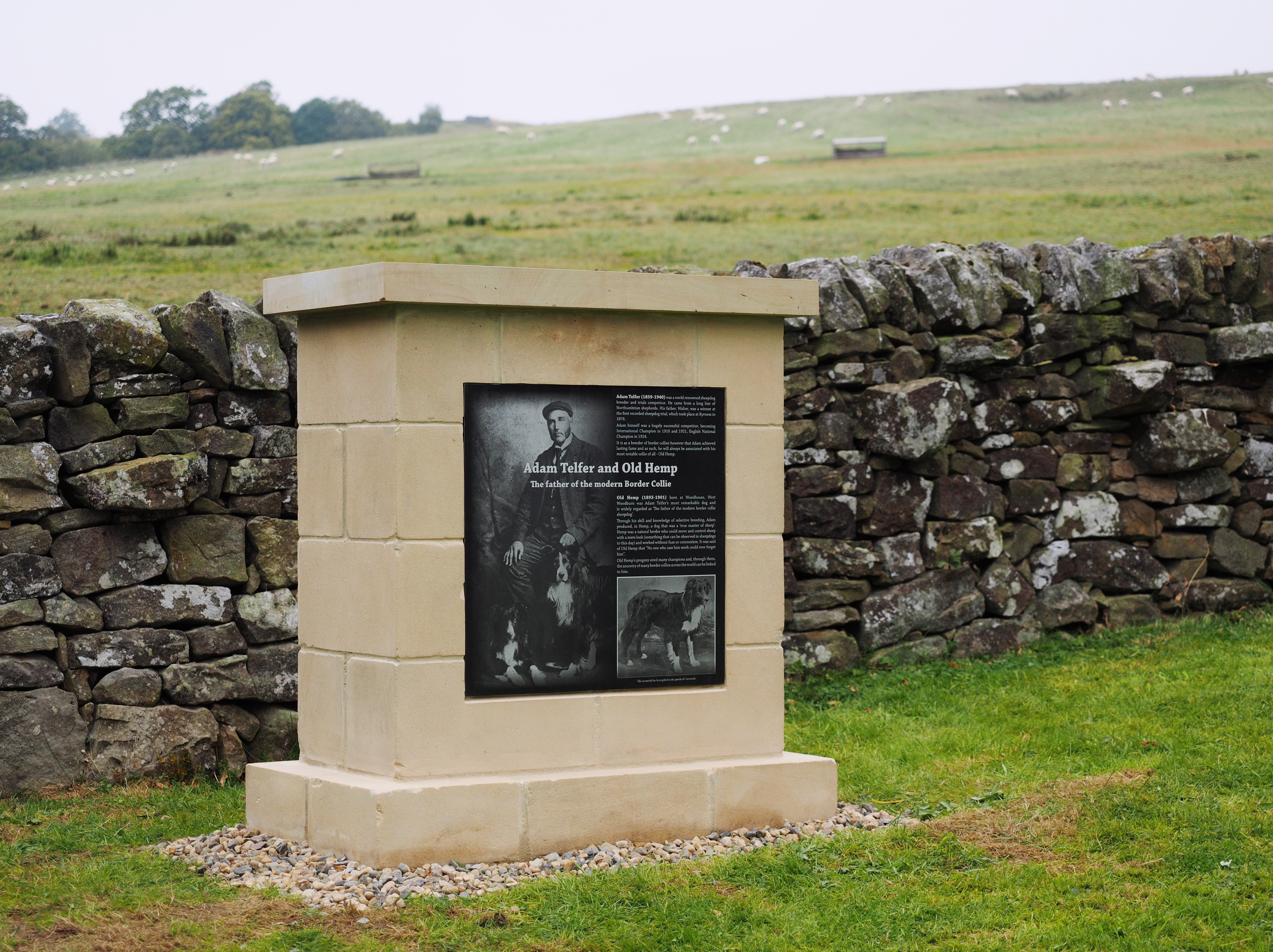
Denkmal

2012 wurde eine Facebook-Kampagne ins Leben gerufen mit dem Ziel, Old Hemp und seinem Züchter Adam Telfer ein Denkmal zu setzen. Das am 8. September 2015 im Beisein zahlreicher Border Collies und ihrer Besitzer enthüllte Denkmal steht an einem Parkplatz der A 68 in unmittelbarer Nähe von Woodhouse, West Woodburn, Northumberland, wo Old Hemp lebte.

## Auszeichnungen
Ob Hemp jemals an einem Herding Trial teilgenommen hat, ist nicht bekannt. Einer seiner Enkel namens Sweep, ebenfalls aus Telfers Zucht, gewann 1910 mit Telfer und 1912 mit einem anderen Hundeführer die Meisterschaft der International Sheep Dog Society.
Später besaß Adam Telfer einen weiteren Hund namens Hemp aus eigener Zucht, auch einer von Old Hemps Nachkommen. Der jüngere Hemp gewann 1924 die internationale Meisterschaft. Fast jeder der 29 Hunde, die von 1906 bis 1951 die Meisterschaft gewannen, stammte von Old Hemp ab.